# Frauendorf (Neuhausen/Spree)
Frauendorf (niedersorbisch Dubrawka) ist ein Ortsteil der Gemeinde Neuhausen/Spree im Landkreis Spree-Neiße im Südosten des Landes Brandenburg. Bis zur Eingemeindung am 19. September 2004 war Frauendorf eine eigenständige Gemeinde, die dem Amt Neuhausen/Spree angehörte.

## Lage
Frauendorf liegt in der Niederlausitz, rund acht Kilometer südsüdöstlich der Cottbuser Stadtmitte. Die Gemarkung von Frauendorf grenzt im Nordosten an Kahren, im Osten an Koppatz, im Südosten an Neuhausen, im Süden und Südwesten an Groß Oßnig, im Westen an Gallinchen und im Nordwesten an Kiekebusch.
Die Ortslage liegt am Mühlgraben Frauendorf, einem rechten Nebenarm der Spree. Durch den Ort führt die Kreisstraße 7113. Nordöstlich von Frauendorf liegt die Bahnstrecke Berlin–Görlitz.

## Geschichte
Der Ort wurde erstmals am 24. Oktober 1500 in einer Lehnsurkunde als Frawendorff urkundlich erwähnt. Der sorbische Ortsname Dubrawka bedeutet „Eichendorf“. Frauendorf gehörte zunächst zur Herrschaft Cottbus und war somit bis ins 19. Jahrhundert ein Teil einer Exklave der Mark Brandenburg, die zunächst vom böhmischen Markgraftum Niederlausitz und ab 1635 vom Kurfürstentum Sachsen umgeben war. Anfang des 19. Jahrhunderts sind für das Dorf und das Gut Frauendorf 151 Einwohner in 22 Feuerstellen verzeichnet. Von den Haushalten waren ein Ganz- und drei Halbbauern, sechs Kossäten und sechs Büdner sowie ein Mauerer verzeichnet, des Weiteren gab es eine Wassermühle an der Spree. Im Jahr 1807 wurde Frauendorf nach dem Tilsiter Frieden Teil des Königreiches Sachsen.
Nach der auf dem Wiener Kongress beschlossenen Teilung des Königreiches Sachsen wurde Frauendorf nach acht Jahren wieder preußisch. Bei der Gebietsreform im Jahr 1816 wurde der Ort dem Kreis Cottbus im Regierungsbezirk Frankfurt in der Provinz Brandenburg zugeordnet. Anfang der 1840er Jahre hatte Frauendorf laut der Topografisch-statistischen Übersicht des Regierungsbezirks Frankfurt a. d. O. 32 Wohngebäude und 173 Einwohner. Kirchlich gehörte der Ort zu Kahren. Für das Jahr 1864 sind in Frauendorf 221 Einwohner in 36 Gebäuden verzeichnet, zum Ort gehörten zwei Ausbausiedlungen nördlich des Kernortes sowie die bereits erwähnte Wassermühle. Bei der Volkszählung vom 1. Dezember 1871 lebten in der Landgemeinde Frauendorf 184 Einwohner in 35 Familien. Von den Einwohnern waren 81 männlich und 103 weiblich; 45 Einwohner waren Kinder unter zehn Jahren. Der Gutsbezirk Frauendorf hatte zum gleichen Zeitpunkt 48 Einwohner in acht Familien, davon waren 22 Männer und 26 Frauen; 10 Einwohner waren jünger als zehn Jahre.
1874 schloss sich Frauendorf bei der Bildung der preußischen Amtsbezirke dem Amtsbezirk Kahren an. Noch bis ins späte 19. Jahrhundert war Frauendorf ein fast ausschließlich sorbischsprachiges Dorf. Arnošt Muka zählte für seine Statistik über die sorbische Bevölkerung in der Lausitz im Jahr 1884 bei 215 Einwohnern 211 Sorben und nur vier Deutsche. Der Kreis Cottbus erhielt ab 1886 die Bezeichnung Landkreis Cottbus. Am 2. Dezember 1895 hatte die Landgemeinde Frauendorf 171 Einwohner, davon waren 86 Männer und 85 Frauen. Alle Einwohner waren evangelisch-lutherischer Konfession. Der Gutsbezirk hatte zu dieser Zeit 36 Einwohner (jeweils 18 Männer und 18 Frauen), von denen 35 evangelisch-lutherisch waren. Ebenfalls Mitte der 1890er Jahre ließ der damalige Gutsbesitzer Franz Hitze das Schloss Frauendorf abreißen und an gleicher Stelle ein neues Herrenhaus errichten. Im Jahr 1928 wurde der Gutsbezirk Frauendorf aufgelöst und in die Landgemeinde eingegliedert. Nach dem Ende des Zweiten Weltkrieges wurde der Amtsbezirk Kahren aufgelöst und die Gemeinde Frauendorf gehörte fortan zur Sowjetischen Besatzungszone. Die Gutsbesitzer wurden im Rahmen einer Bodenreform enteignet und das Land auf Neubauern verteilt.

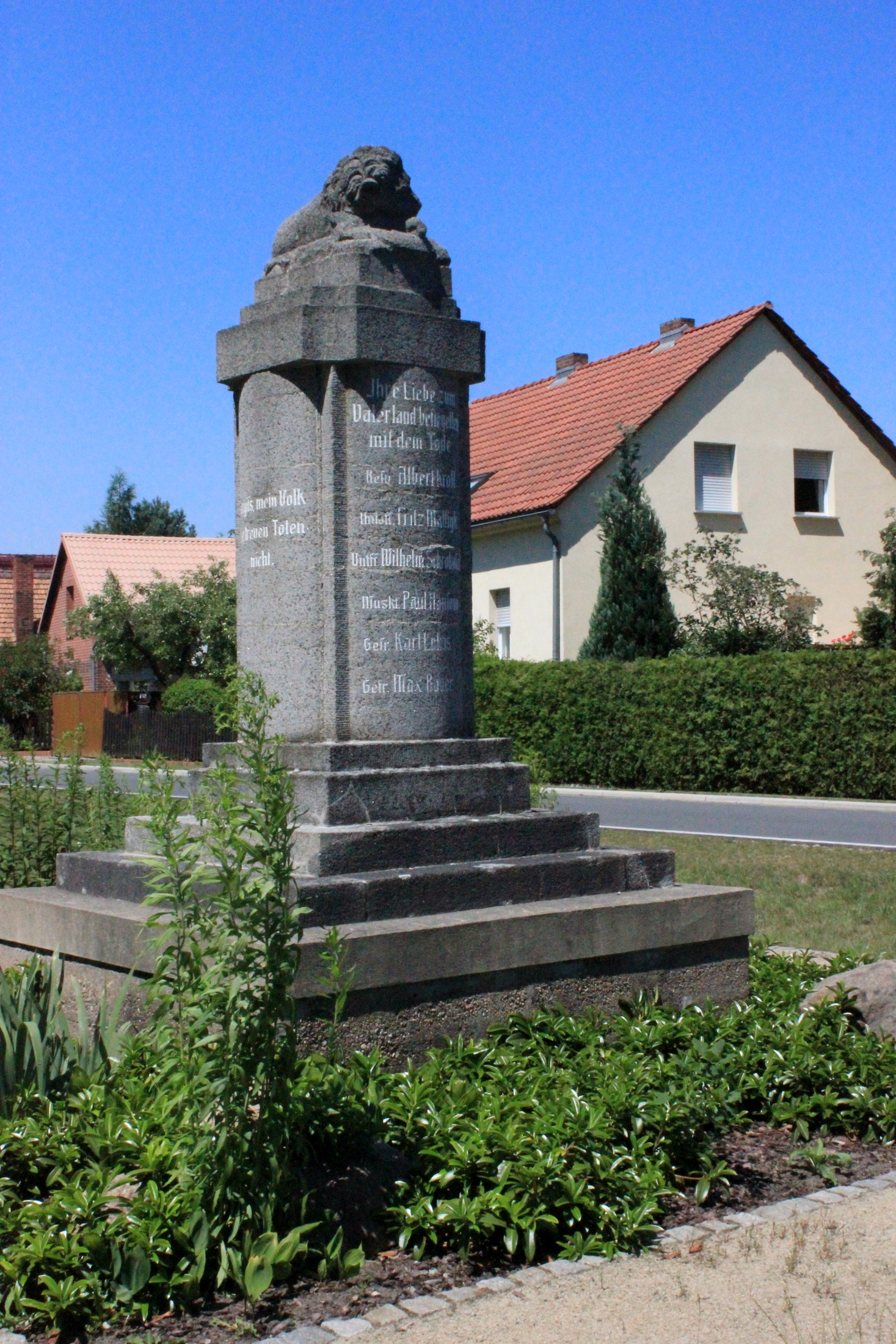
Gefallenendenkmal

Seit 1947 gehörte der Landkreis Cottbus in der SBZ zum Land Brandenburg, das ab 1949 in der DDR noch für drei Jahre bestand. Bei der Gebietsreform am 25. Juli 1952 wurde die Gemeinde Frauendorf dem neu gebildeten Kreis Cottbus (ab 1954 Kreis Cottbus-Land) im Bezirk Cottbus zugeordnet. Ernst Tschernik ermittelte für das Jahr 1956 in Frauendorf einen sorbischsprachigen Bevölkerungsanteil von 8,3 Prozent. Zur DDR-Zeit wurde das Schloss Frauendorf als Kindergarten und die ehemaligen Gutsgebäude von der örtlichen Landwirtschaftlichen Produktionsgenossenschaft genutzt. Ab den 1970er Jahren war Frauendorf zeitweise für die Devastierung durch einen der umliegenden Braunkohletagebaue vorgesehen, weshalb die Pflege des Herrenhauses aufgegeben wurde und außerdem viele Einwohner den Ort verließen. 1984 wurde das Schloss schließlich gesprengt. Die Planungen für die Abbaggerung Frauendorfs wurden 1988 aufgegeben, was in der folgenden Zeit zu einem starken Bevölkerungswachstum führte. Nach der Wiedervereinigung lag die Gemeinde zunächst im Landkreis Cottbus in Brandenburg. 1992 schloss sich Frauendorf mit mehreren umliegenden Gemeinden zum Amt Neuhausen/Spree zusammen, das fortan die Verwaltungsaufgaben der Gemeinde regelte.
Seit der brandenburgischen Kreisreform vom 5./6. Dezember 1993 gehört Frauendorf zum Landkreis Spree-Neiße. Nach dem Beschluss des „Zweiten Gesetzes zur landesweiten Gemeindegebietsreform betreffend die kreisfreie Stadt Cottbus und das Amt Neuhausen/Spree“ sollten sich die Gemeinde Frauendorf und vierzehn weitere Gemeinden des Amtes Neuhausen/Spree am 26. Oktober 2003 zu der neuen Gemeinde Neuhausen/Spree zusammenschließen. Die entsprechenden Paragrafen zur Bildung der Gemeinde Neuhausen/Spree und zur Auflösung des Amtes Neuhausen/Spree wurden jedoch durch das Verfassungsgericht des Landes Brandenburg für ungültig erklärt, da der Landkreis Spree-Neiße nach Auffassung des Gerichtes keine ordnungsgemäße Bürgeranhörung ermöglicht hatte, womit es nicht zur Gemeindefusion kam. Im Juli 2004 genehmigte das Innenministerium von Brandenburg einen neuen Fusionsvertrag, sodass die Bildung der Großgemeinde Neuhausen/Spree zum 19. September 2004 rechtswirksam wurde. Frauendorf verlor damit den Status einer eigenständigen Gemeinde und ist seitdem ein Ortsteil von Neuhausen/Spree.

## Ortsvorsteher
Der Ortsvorsteher ist Hans-Ulrich Jentsch, seine Stellvertretungen sind Christiane Schulz-Murkisch und Billy Schlamp.

## Einwohnerentwicklung
| Jahr | Einwohner |
| ---- | --------- |
| 1875 | 213       |
| 1890 | 215       |
| 1910 | 252       |

| Jahr | Einwohner |
| ---- | --------- |
| 1925 | 210       |
| 1933 | 214       |
| 1939 | 245       |

| Jahr | Einwohner |
| ---- | --------- |
| 1946 | 311       |
| 1950 | 294       |
| 1964 | 236       |

| Jahr | Einwohner |
| ---- | --------- |
| 1971 | 208       |
| 1981 | 178       |
| 1985 | 176       |

| Jahr | Einwohner |
| ---- | --------- |
| 1989 | 158       |
| 1996 | 245       |
| 2003 | 317       |

Gebietsstand des jeweiligen Jahres